# Strakonicei járás

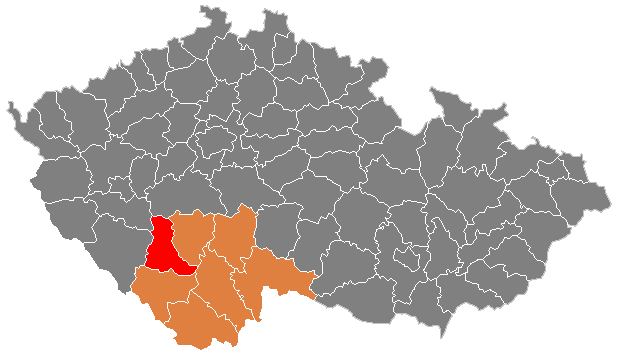
A Strakonicei járás

A  Strakonicei járás (csehül: Okres Strakonice) közigazgatási egység Csehország Dél-csehországi kerületében. Székhelye Strakonice. Lakosainak száma 71 900 fő (2009). Területe 1032,1 km².

## Városai, mezővárosai és községei
A városok félkövér, a mezővárosok dőlt, a községek álló betűkkel szerepelnek a felsorolásban.
Bavorov •
Bělčice •
Bezdědovice •
Bílsko •
Blatná •
Bratronice •
Březí •
Budyně •
Buzice •
Čečelovice •
Cehnice •
Čejetice •
Čepřovice •
Čestice •
Chelčice •
Chlum •
Chobot •
Chrášťovice •
Číčenice •
Doubravice •
Drachkov •
Drahonice •
Drážov •
Dřešín •
Droužetice •
Hajany •
Hájek •
Hlupín •
Horní Poříčí •
Hornosín •
Hoslovice •
Hoštice •
Jinín •
Kadov •
Kalenice •
Katovice •
Kladruby •
Kocelovice •
Krajníčko •
Kraselov •
Krašlovice •
Krejnice •
Krty-Hradec •
Kuřimany •
Kváskovice •
Lažánky •
Lažany •
Libějovice •
Libětice •
Litochovice •
Lnáře •
Lom •
Mačkov •
Malenice •
Mečichov •
Měkynec •
Milejovice •
Miloňovice •
Mnichov •
Mutěnice •
Myštice •
Nebřehovice •
Němčice •
Němětice •
Nihošovice •
Nišovice •
Nová Ves •
Novosedly •
Osek •
Paračov •
Pivkovice •
Pohorovice •
Pracejovice •
Přechovice •
Předmíř •
Přední Zborovice •
Předslavice •
Přešťovice •
Radějovice •
Radomyšl •
Radošovice •
Řepice •
Rovná •
Sedlice •
Skály •
Skočice •
Škvořetice •
Slaník •
Sousedovice •
Štěchovice •
Štěkeň •
Stožice •
Strakonice •
Strašice •
Střelské Hoštice •
Strunkovice nad Volyňkou •
Tchořovice •
Třebohostice •
Třešovice •
Truskovice •
Úlehle •
Únice •
Uzenice •
Uzeničky •
Vacovice •
Velká Turná •
Vodňany •
Volenice •
Volyně •
Záboří •
Zahorčice •
Zvotoky

## Fordítás
- Ez a szócikk részben vagy egészben  a   Strakonice District című angol Wikipédia-szócikk ezen változatának fordításán alapul.  Az eredeti cikk szerkesztőit annak laptörténete sorolja fel. Ez a jelzés csupán a megfogalmazás eredetét és a szerzői jogokat jelzi, nem szolgál a cikkben szereplő információk forrásmegjelöléseként.
- Ez a szócikk részben vagy egészben  az   Okres Strakonice című cseh Wikipédia-szócikk ezen változatának fordításán alapul.  Az eredeti cikk szerkesztőit annak laptörténete sorolja fel. Ez a jelzés csupán a megfogalmazás eredetét és a szerzői jogokat jelzi, nem szolgál a cikkben szereplő információk forrásmegjelöléseként.